# Friedrich Jage
Friedrich Jage (* 1. Oktober 1850 in Wahrenbrück; † 8. Juni 1937 in Elsterwerda) war ein deutscher Baumeister und Ehrenbürger der südbrandenburgischen Stadt Elsterwerda im heutigen Landkreis Elbe-Elster.

## Leben
Jage wurde 1850 als Sohn des Zimmerpoliers Friedrich Jage in der südbrandenburgischen Kleinstadt Wahrenbrück geboren. Nach seiner Lehre beim Liebenwerdaer Baumeister Eduart Jost war er dort zunächst bis zu seiner Einberufung zum Militär im Jahre 1870 als Geselle beschäftigt. Nach dem Ende seiner Militärzeit arbeitete er bei Jost zunächst als Techniker, wechselte aber bald zum Berliner Ratsmaurermeister Gustav Gause. In den Wintermonaten von 1876 bis 1878 besuchte er die Baugewerksschule im niedersächsischen Holzminden. Die 1878 erbaute Seminarturnhalle am Elsterwerdaer Elsterschloss wurde schließlich sein Meisterstück und am 1. Januar 1879 gründete Jage sein eigenes Baugeschäft. Die Stadt Elsterwerda und ihre Umgebung profitierte zu dieser Zeit durch das hier entstandene Eisenbahnkreuz. Durch die damit verbundene zunehmende Industrialisierung stieg auch die Bevölkerung der Region stark an. Unter der Leitung Friedrich Jages entstanden in der Folgezeit bis zur Übergabe des Baugeschäftes an seinen Schwiegersohn im Jahre 1925 zahlreiche stadtbildprägende Bauwerke von denen in der Gegenwart einige unter Denkmalschutz stehen.
Neben seiner beruflichen Tätigkeit war Jage seit Dezember 1889 Mitglied der Stadtvertretung und von 1902 bis 1924 Stadtverordneter. 1881 war er Gründungsmitglied der städtischen Freiwilligen Feuerwehr, wo er Hauptmann der ersten Steigerabteilung wurde. Weiterhin war Jage als Schiedsmann und Abschätzungskommissar für die Feuersozietät und als Taxator für das Elsterwerdaer Amtsgericht tätig.
Wegen seiner Verdienste um die Stadt Elsterwerda wurde Friedrich Jage schließlich am 27. Mai 1924 von den Stadtverordneten und dem Magistrat zum Ehrenbürger und Stadtältesten ernannt.

## Von Jage geschaffene Bauwerke und Baudenkmale (Auswahl)

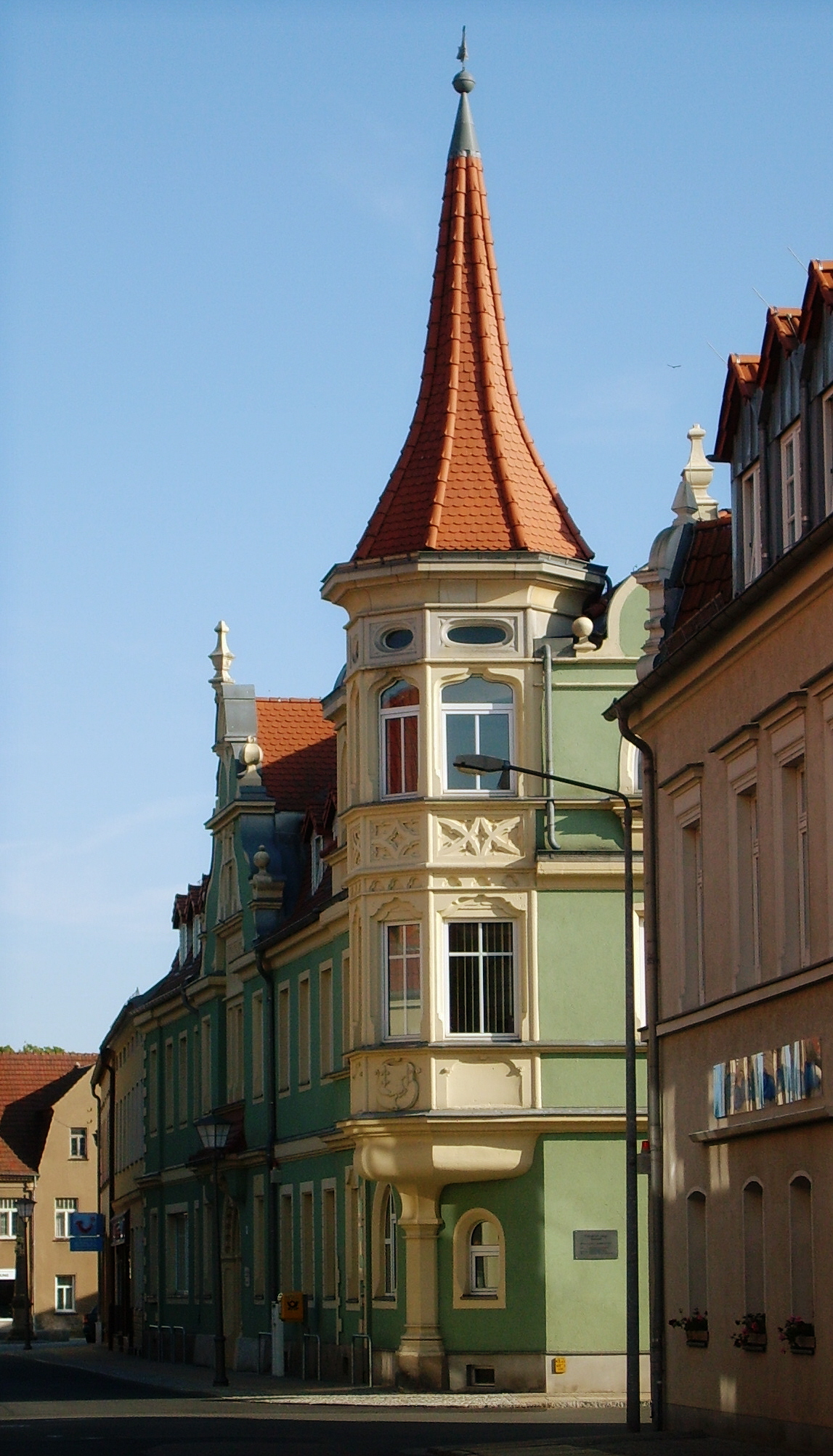
Elsterwerdaer Rathaus

- 1878 Seminarturnhalle am Elsterschloss Elsterwerda (1994 abgerissen[2])
- 1887 Erweiterungsbau am Rathaus Elsterwerda
- 1888 Bahnhofsgebäude Elsterwerda (inzwischen abgerissen und durch Neubau ersetzt)
- 1888 Lokschuppen des einstigen Bahnbetriebswerks Elsterwerda (auf Grund der beim Elsterwerdaer Zugunglück von 1997 erlittenen Schäden inzwischen abgerissen.)
- 1888 Übernachtungsgebäude am Bahnhof Elsterwerda
- 1889 Schule Biehla
- 1898 Präparandenanstalt in der Elsterwerdaer Elsterstraße
- 1904 Kaiserliches Postamt Elsterwerda
- 1909 Landwirtschaftliche Winterschule in Elsterwerda
- 1911 Amtsgericht Elsterwerda (heutiges Krankenhaus)
- 1912 Umbau und Erweiterung des Elsterwerdaer Rathauses

Weitere von Friedrich Jage geschaffene Bauwerke sind unter anderem die Schulen in Hohenleipisch und Grünewalde, die Forsthäuser in Plessa und Schraden, das Elektrizitätswerk in der Elsterwerdaer Thiemigstraße und das Biehlaer Bahnhofsgebäude.

## Ehrungen
- 1924 Stadtältester und Ehrenbürger der Stadt Elsterwerda
- 1928 Anlässlich Jages 50-jährigem Meisterjubiläum wurde die bisherige Elsterwerdaer Amtsstraße in Friedrich-Jage-Straße, heute Jagestraße umbenannt.
- Ehrenmeister der Handwerkskammer Halle (Saale)
- Ehrenobermeister der Baugewerkeinnung des Kreises Liebenwerda
- Gedenktafel am Elsterwerdaer Rathaus

Außerdem war Jage Ehrenmitglied in mehreren Vereinen und Vereinigungen.